# Lac Teal
Le lac Teal (en anglais : Teal Lake) est un lac américain dans le comté de Lassen, en Californie. Il est situé à 1 976 mètres d'altitude au sein de la Lassen Volcanic Wilderness, dans le parc national volcanique de Lassen.